# Liste der FFH-Gebiete in der Oberpfalz
Die Liste der FFH-Gebiete in der Oberpfalz bindet folgende Listen der FFH-Gebiete in Oberpfälzer Landkreisen und Städten aus dem Artikelnamensraum ein:
- Liste der FFH-Gebiete im Landkreis Amberg-Sulzbach
- Liste der FFH-Gebiete in der Stadt Amberg
- Liste der FFH-Gebiete im Landkreis Cham
- Liste der FFH-Gebiete im Landkreis Neumarkt in der Oberpfalz
- Liste der FFH-Gebiete im Landkreis Neustadt an der Waldnaab
- Liste der FFH-Gebiete in der Stadt Regensburg
- Liste der FFH-Gebiete im Landkreis Regensburg
- Liste der FFH-Gebiete im Landkreis Schwandorf
- Liste der FFH-Gebiete im Landkreis Tirschenreuth

Die Auswahl entspricht dem Oberpfalz. Im Regierungsbezirk gibt es 95 FFH-Gebiete (Stand April 2016).
| Buchenwälder bei Sitzambuch                                       |    | 6438-301 WDPA: 555521550 | Landkreis Amberg-Sulzbach                                                                 | | ⊙ | 144,00    |  |
| Fledermausquartiere um Hohenburg                                  | BW | 6636-301 WDPA: 555521649 | Landkreis Amberg-Sulzbach, Landkreis Neumarkt in der Oberpfalz                            | | ⊙ | 0,01      |  |
| Höhlen der nördlichen Frankenalb                                  |    | 6335-305 WDPA: 555521476 | Landkreis Nürnberger Land, Landkreis Bayreuth, Landkreis Amberg-Sulzbach                  | Winterquartiere des Großen Mausohrs und anderer Fledermausarten in natürlichen Karsthöhlen.                                | ⊙ | 0,01      |  |
| Johannisberg                                                      |    | 6537-372 WDPA: 555521597 | Landkreis Amberg-Sulzbach                                                                 | | ⊙ | 381,41    |  |
| Lauterachtal                                                      |    | 6636-371 WDPA: 555521650 | Landkreis Amberg-Sulzbach, Landkreis Neumarkt in der Oberpfalz                            | | ⊙ | 822,10    |  |
| Naturschutzgebiet 'Grubenfelder Leonie'                           |    | 6235-301 WDPA: 555521425 | Landkreis Amberg-Sulzbach                                                                 | | ⊙ | 87,00     |  |
| Naturschutzgebiet 'Unteres Pfistertal nördlich Vilshofen'         | BW | 6637-301 WDPA: 555521651 | Landkreis Amberg-Sulzbach                                                                 | | ⊙ | 14,00     |  |
| Pegnitz zwischen Michelfeld und Hersbruck                         |    | 6335-371 WDPA: 555521478 | Landkreis Nürnberger Land, Landkreis Amberg-Sulzbach, Landkreis Bayreuth                  | | ⊙ | 310,54    |  |
| Sandgrube und Teiche südlich Auerbach i. d. Opf.                  | BW | 6335-373 WDPA: 555521480 | Landkreis Amberg-Sulzbach                                                                 | | ⊙ | 5,83      |  |
| Teich östlich Oberreinbach                                        | BW | 6435-372 WDPA: 555521548 | Landkreis Amberg-Sulzbach                                                                 | | ⊙ | 2,20      |  |
| Traufhänge der Hersbrucker Alb                                    |    | 6434-301 WDPA: 555521544 | Landkreis Nürnberger Land, Landkreis Amberg-Sulzbach                                      | | ⊙ | 1.472,00  |  |
| US-Truppenübungsplatz Grafenwöhr                                  |    | 6336-301 WDPA: 555537766 | Landkreis Amberg-Sulzbach, Landkreis Neustadt an der Waldnaab                             | | ⊙ | 19.279,00 |  |
| Vilsecker Mulde mit den Tälern der Schmalnohe und Wiesenohe       | BW | 6337-371 WDPA: 555521481 | Landkreis Amberg-Sulzbach                                                                 | | ⊙ | 939,27    |  |
| Wälder im Oberpfälzer Jura                                        |    | 6535-371 WDPA: 555521595 | Landkreis Nürnberger Land, Landkreis Amberg-Sulzbach, Landkreis Neumarkt in der Oberpfalz | | ⊙ | 803,73    |  |
| Wellucker Wald nördlich Königstein                                |    | 6335-302 WDPA: 555521475 | Landkreis Nürnberger Land, Landkreis Amberg-Sulzbach                                      | | ⊙ | 899,00    |  |
| Wiesen und Sandgrube bei Gaßenhof                                 | BW | 6436-371 WDPA: 555521549 | Landkreis Amberg-Sulzbach                                                                 | | ⊙ | 24,65     |  |
| Amphibienvorkommen am Pfahl bei Ried am Pfahl                     |    | 6841-372 WDPA: 555521733 | Landkreis Cham                                                                            | | ⊙ | 37,13     |  |
| Arracher Moor                                                     |    | 6844-301 WDPA: 555521739 | Landkreis Cham                                                                            | | ⊙ | 19,00     |  |
| Buchenwald östlich Perlhütte                                      | BW | 6642-371 WDPA: 555521657 | Landkreis Cham                                                                            | | ⊙ | 177,19    |  |
| Buchenwälder bei Althütte                                         | BW | 6642-302 WDPA: 555521656 | Landkreis Cham                                                                            | | ⊙ | 216,00    |  |
| Großer und Kleiner Arber mit Arberseen                            |    | 6844-373 WDPA: 555521742 | Landkreis Cham, Landkreis Regen                                                           | | ⊙ | 2.295,20  |  |
| Hoher Bogen                                                       |    | 6743-301 WDPA: 555521701 | Landkreis Cham                                                                            | | ⊙ | 498,00    |  |
| Kaitersberg-Felshänge                                             |    | 6843-371 WDPA: 555521738 | Landkreis Cham                                                                            | | ⊙ | 20,21     |  |
| Kleiner und Großer Osser, Zwercheck und Schwarzeck                |    | 6844-372 WDPA: 555521741 | Landkreis Cham                                                                            | | ⊙ | 392,92    |  |
| Neubäuer Weiher                                                   |    | 6740-301 WDPA: 555521698 | Landkreis Cham                                                                            | | ⊙ | 34,00     |  |
| NSG 'Regentalhänge zwischen Kirchenrohrbach und Zenzing'          |    | 6840-301 WDPA: 555521731 | Landkreis Cham                                                                            | | ⊙ | 22,00     |  |
| Oberlauf des Weißen Regens bis Kötzting mit Kaitersbachaue        |    | 6844-371 WDPA: 555521740 | Landkreis Cham, Landkreis Regen                                                           | | ⊙ | 637,87    |  |
| Sandgrube bei Schachendorf                                        |    | 6842-371 WDPA: 555521735 | Landkreis Cham                                                                            | | ⊙ | 8,95      |  |
| Schwarzachtal zwischen Hocha und Schönthal                        |    | 6641-371 WDPA: 555521655 | Landkreis Cham                                                                            | | ⊙ | 221,79    |  |
| Schwarzwihrberg bei Rötz                                          |    | 6640-371 WDPA: 555521654 | Landkreis Schwandorf, Landkreis Cham                                                      | | ⊙ | 209,68    |  |
| Standortübungsplatz Roding                                        | BW | 6841-371 WDPA: 555521732 | Landkreis Cham                                                                            | | ⊙ | 163,19    |  |
| Vermoorung südwestlich Falkenstein                                | BW | 6940-371 WDPA: 555521765 | Landkreis Cham                                                                            | | ⊙ | 9,13      |  |
| Winterquartiere der Mopsfledermaus im Oberpfälzer Wald            |    | 6843-301 WDPA: 555521736 | Landkreis Cham                                                                            | | ⊙ | 0,00      |  |
| Binnendünen und Albtrauf bei Neumarkt                             |    | 6734-371 WDPA: 555521692 | Landkreis Neumarkt in der Oberpfalz                                                       | | ⊙ | 734,35    |  |
| Buchen- und Mischwälder um Deusmauer                              |    | 6735-371 WDPA: 555521694 | Landkreis Neumarkt in der Oberpfalz                                                       | | ⊙ | 256,41    |  |
| Feuchtbiotope bei Oberhembach                                     |    | 6633-372 WDPA: 555521647 | Landkreis Neumarkt in der Oberpfalz                                                       | | ⊙ | 48,46     |  |
| Höhle südwestlich von Markstetten                                 | BW | 6837-302 WDPA: 555521729 | Landkreis Neumarkt in der Oberpfalz                                                       | | ⊙ | 0,01      |  |
| Höllberg                                                          | BW | 6634-371 WDPA: 555521648 | Landkreis Neumarkt in der Oberpfalz                                                       | | ⊙ | 66,14     |  |
| Moosgraben und Dennenloher Weiher                                 |    | 6733-371 WDPA: 555521690 | Landkreis Neumarkt in der Oberpfalz                                                       | | ⊙ | 321,59    |  |
| Schloßberg, Wolfgangshöhle und Hohllochberggruppe bei Velburg     |    | 6736-301 WDPA: 555521695 | Landkreis Neumarkt in der Oberpfalz                                                       | | ⊙ | 160,00    |  |
| Schwarzach vom Main-Donau-Kanal bis Obermässing                   | BW | 6833-372 WDPA: 555521726 | Landkreis Neumarkt in der Oberpfalz, Landkreis Roth                                       | | ⊙ | 206,46    |  |
| Talmoore an der Schwarzen Laaber                                  |    | 6735-301 WDPA: 555521693 | Landkreis Neumarkt in der Oberpfalz                                                       | | ⊙ | 229,00    |  |
| Trauf der mittleren Frankenalb im Sulztal                         |    | 6834-301 WDPA: 555521727 | Landkreis Neumarkt in der Oberpfalz                                                       | | ⊙ | 1.224,00  |  |
| Trockenhänge im unteren Altmühltal mit Laaberleiten und Galgental |    | 7036-371 WDPA: 555521791 | Landkreis Neumarkt in der Oberpfalz, Landkreis Kelheim                                    | | ⊙ | 2.720,05  |  |
| Truppenübungsplatz Hohenfels                                      |    | 6736-302 WDPA: 555537833 | Landkreis Neumarkt in der Oberpfalz                                                       | | ⊙ | 14.902,00 |  |
| Vermoorungen südlich Allersberg und bei Seligenporten             |    | 6733-372 WDPA: 555521691 | Landkreis Roth, Landkreis Neumarkt in der Oberpfalz                                       | | ⊙ | 11,88     |  |
| Weiße, Wissinger, Breitenbrunner Laaber u. Kreuzberg bei Dietfurt |    | 6935-371 WDPA: 555521759 | Landkreis Neumarkt in der Oberpfalz                                                       | | ⊙ | 2.323,23  |  |
| Basaltkuppen im Raum Kemnath                                      | a  | 6137-302 WDPA: 555521381 | Landkreis Neustadt an der Waldnaab, Landkreis Tirschenreuth                               | | ⊙ | 81,00     |  |
| Blockschuttwälder am Pleysteiner Sulzberg                         | BW | 6340-301 WDPA: 555521483 | Landkreis Neustadt an der Waldnaab                                                        | | ⊙ | 109,00    |  |
| Fahrbachtal                                                       |    | 6441-301 WDPA: 555521552 | Landkreis Neustadt an der Waldnaab                                                        | | ⊙ | 444,00    |  |
| Heidenaab, Creussenaue und Weihergebiet nordwestlich Eschenbach   |    | 6237-371 WDPA: 555521426 | Landkreis Neustadt an der Waldnaab                                                        | | ⊙ | 1.866,05  |  |
| Lohen im Manteler Forst mit Schießlweiher und Straßweiherkette    | BW | 6338-301 WDPA: 555521482 | Landkreis Neustadt an der Waldnaab                                                        | | ⊙ | 772,00    |  |
| Naturwaldreservat Stückstein                                      | BW | 6441-302 WDPA: 555521553 | Landkreis Neustadt an der Waldnaab                                                        | | ⊙ | 83,00     |  |
| Parkstein                                                         |    | 6238-301 WDPA: 555521427 | Landkreis Neustadt an der Waldnaab                                                        | | ⊙ | 2,00      |  |
| Pfreimd und Lois-Bach                                             |    | 6340-371 WDPA: 555521484 | Landkreis Neustadt an der Waldnaab                                                        | | ⊙ | 242,58    |  |
| Torflohe                                                          | BW | 6341-301 WDPA: 555537769 | Landkreis Neustadt an der Waldnaab                                                        | | ⊙ | 173,00    |  |
| Waldnaabtal zwischen Tirschenreuth und Windisch-Eschenbach        |    | 6139-371 WDPA: 555521384 | Landkreis Neustadt an der Waldnaab, Landkreis Tirschenreuth                               | | ⊙ | 2.618,33  |  |
| Naab unterhalb Schwarzenfeld und Donau von Poikam bis Regensburg  |    | 6937-371 WDPA: 555521761 | Regensburg, Landkreis Regensburg, Landkreis Kelheim                                       | auch in Landkreis Schwandorf                                                                                               | ⊙ | 1.114,77  |  |
| Bachmuschelbäche südlich Thalmassing                              | BW | 7138-371 WDPA: 555521829 | Landkreis Regensburg, Landkreis Kelheim                                                   | | ⊙ | 45,56     |  |
| Bachtäler im Falkensteiner Vorwald                                |    | 6939-302 WDPA: 555521763 | Landkreis Regensburg, Landkreis Cham, Landkreis Straubing-Bogen                           | | ⊙ | 1.387,00  |  |
| Donau und Altwässer zwischen Regensburg und Straubing             |    | 7040-371 WDPA: 555521795 | Landkreis Regensburg, Straubing, Landkreis Straubing-Bogen                                | | ⊙ | 2.193,76  |  |
| Flanken des Naabdurchbruchtals zwischen Kallmünz und Mariaort     | BW | 6937-301 WDPA: 555521760 | Landkreis Regensburg                                                                      | | ⊙ | 1.441,00  |  |
| Frauenforst östlich Ihrlerstein und westlich Dürnstetten          | BW | 7037-371 WDPA: 555521793 | Landkreis Regensburg, Landkreis Kelheim                                                   | | ⊙ | 334,53    |  |
| Mausohrwochenstuben im Oberpfälzer Jura                           |    | 6435-306 WDPA: 555521547 | Landkreis Regensburg, Landkreis Neumarkt in der Oberpfalz, Landkreis Amberg-Sulzbach      | | ⊙ | 0,00      |  |
| Schwarze Laaber                                                   |    | 6836-371 WDPA: 555521728 | Landkreis Regensburg, Landkreis Neumarkt in der Oberpfalz                                 | | ⊙ | 1.158,75  |  |
| Standortübungsplatz Oberhinkofen                                  | BW | 7038-371 WDPA: 555521794 | Landkreis Regensburg                                                                      | | ⊙ | 526,75    |  |
| Tal der Großen Laaber zwischen Sandsbach und Unterdeggenbach      | BW | 7138-372 WDPA: 555521830 | Landkreis Regensburg, Landkreis Kelheim                                                   | | ⊙ | 682,25    |  |
| Trockenhänge am Donaurandbruch                                    |    | 6939-371 WDPA: 555521764 | Landkreis Regensburg, Landkreis Straubing-Bogen                                           | Trockene Eichenmischwälder auf Granit, Silikatmagerrasen und Silikatfelsvegetation, an steilen Südhanglagen des Donautals. | ⊙ | 521,43    |  |
| Trockenhänge bei Kallmünz                                         |    | 6838-301 WDPA: 555521730 | Landkreis Regensburg                                                                      | | ⊙ | 280,00    |  |
| Trockenhänge bei Regensburg                                       |    | 6938-301 WDPA: 555521762 | Landkreis Regensburg, Regensburg, Landkreis Kelheim                                       | | ⊙ | 377,00    |  |
| Wälder im Donautal                                                |    | 7040-302 WDPA: 555579395 | Landkreis Regensburg, Landkreis Straubing-Bogen                                           | | ⊙ | 1.289,00  |  |
| Amphibien-Lebensräume um Etsdorf                                  | BW | 6538-371 WDPA: 555521598 | Landkreis Schwandorf, Landkreis Amberg-Sulzbach                                           | | ⊙ | 34,11     |  |
| Bayerische Schwarzach und Biberbach                               |    | 6541-371 WDPA: 555521601 | Landkreis Schwandorf, Landkreis Cham                                                      | | ⊙ | 530,40    |  |
| Chamb, Regentalaue und Regen zwischen Roding und Donaumündung     |    | 6741-371 WDPA: 555521700 | Landkreis Schwandorf, Landkreis Regensburg, Landkreis Cham                                | auch in Regensburg | ⊙ | 3.193,53  |  |
| Charlottenhofer Weihergebiet, Hirtlohweiher und Langwiedteiche    |    | 6639-372 WDPA: 555537819 | Landkreis Schwandorf                                                                      | | ⊙ | 930,68    |  |
| Kulzer Moos                                                       |    | 6640-301 WDPA: 555521653 | Landkreis Schwandorf                                                                      | | ⊙ | 83,00     |  |
| Mausohrkolonien im Naturraum Oberpfälzisch-Bayerischer Wald       |    | 6540-302 WDPA: 555521599 | Landkreis Schwandorf, Landkreis Regensburg, Landkreis Cham                                | auch in Landkreis Deggendorf, Landkreis Freyung-Grafenau                                                                   | ⊙ | 0,00      |  |
| Münchshofener Berg                                                |    | 6738-371 WDPA: 555521696 | Landkreis Schwandorf                                                                      | | ⊙ | 180,57    |  |
| Pfreimdtal und Kainzbachtal                                       |    | 6439-371 WDPA: 555521551 | Landkreis Schwandorf, Landkreis Neustadt an der Waldnaab                                  | | ⊙ | 334,43    |  |
| Regentalhänge bei Hirschling                                      | BW | 6739-301 WDPA: 555521697 | Landkreis Schwandorf, Landkreis Regensburg                                                | | ⊙ | 352,00    |  |
| Serpentinstandorte in der nördlichen Oberpfalz                    |    | 6138-372 WDPA: 555521383 | Landkreis Schwandorf, Landkreis Neustadt an der Waldnaab, Landkreis Tirschenreuth         | | ⊙ | 119,19    |  |
| Standortübungsplatz Oberviechtach                                 | BW | 6540-371 WDPA: 555521600 | Landkreis Schwandorf                                                                      | | ⊙ | 240,38    |  |
| Talsystem von Schwarzach, Auerbach und Ascha                      |    | 6639-371 WDPA: 555521652 | Landkreis Schwandorf                                                                      | | ⊙ | 784,25    |  |
| Vils von Vilseck bis zur Mündung in die Naab                      |    | 6537-371 WDPA: 555521596 | Landkreis Schwandorf, Landkreis Amberg-Sulzbach, Amberg                                   | auch in Landkreis Regensburg                                                                                               | ⊙ | 621,95    |  |
| Waldweihergebiet im Postloher Forst                               | BW | 6740-302 WDPA: 555521699 | Landkreis Schwandorf, Landkreis Cham                                                      | | ⊙ | 418,00    |  |
| Basaltkuppen in der Nördlichen Oberpfalz                          | BW | 6039-301 WDPA: 555521329 | Landkreis Tirschenreuth                                                                   | | ⊙ | 224,00    |  |
| Bergwiesengebiet Altglashütte                                     | BW | 6240-301 WDPA: 555521428 | Landkreis Tirschenreuth                                                                   | | ⊙ | 72,00     |  |
| Grenzbach und Heinbach im Steinwald                               | BW | 6138-371 WDPA: 555521382 | Landkreis Tirschenreuth                                                                   | | ⊙ | 165,80    |  |
| Haidenaabtal und Gabellohe                                        |    | 6137-301 WDPA: 555521380 | Landkreis Bayreuth, Landkreis Tirschenreuth                                               | | ⊙ | 112,00    |  |
| Moorgebiet bei Bärnau                                             |    | 6240-302 WDPA: 555521429 | Landkreis Tirschenreuth                                                                   | | ⊙ | 53,00     |  |
| Scheibenwiese bei Ebnath                                          | BW | 6037-372 WDPA: 555521328 | Landkreis Tirschenreuth                                                                   | | ⊙ | 3,41      |  |
| Seibertsbachtal                                                   | BW | 6039-372 WDPA: 555521331 | Landkreis Tirschenreuth                                                                   | | ⊙ | 39,56     |  |
| Spirkenmoor bei Griesbach                                         | BW | 6141-301 WDPA: 555521385 | Landkreis Tirschenreuth                                                                   | | ⊙ | 67,00     |  |
| Wondreb zwischen Leonberg und Waldsassen                          | BW | 6039-371 WDPA: 555521330 | Landkreis Tirschenreuth                                                                   | | ⊙ | 95,09     |  |
| Wondrebaue und angrenzende Teichgebiete                           | BW | 6040-371 WDPA: 555521332 | Landkreis Tirschenreuth                                                                   | | ⊙ | 235,52    |  |
| Legende für Fauna-Flora-Habitat                                   |    |                          |                                                                                           | |   |           |  |